# Adriaan Jacob Barnouw
Adriaan Jacob Barnouw (Amsterdam, 9 oktober 1877 – New York, 27 september 1968) was een Nederlands schrijver en hoogleraar Nederlands in New York. Ook heeft hij een aantal Engelse werken vertaald.

## Levensloop
Adriaan Barnouw werd in Amsterdam geboren als zoon van Pieter Jacobus Barnouw, arts, en Willemina Cornelia Matthes. Na het Amsterdamse gymnasium doorlopen te hebben, schreef Barnouw zich in aan de Rijksuniversiteit te Leiden. Met onder andere de neerlandicus Gerrit Kalff als docent, studeerde hij er van 1895 tot 1900 middeleeuwse en moderne talen. Daarnaast volgde hij geschiedenis bij P.J. Blok en verdiepte zich in de beweging van Tachtig en las de boeken van J.K Huysmans. In de periode van 1902 tot 1919 was Barnouw leerkracht op het Openbaar Gymnasium, het latere Gymnasium Haganum, in Den Haag. Ook begon hij in deze periode met het vertalen van vroeg-Nederlandse werken in het Engels en Engelse werken in het Nederlands. Als leerkracht heeft Barnouw nog Nederlands en geschiedenis gegeven aan onder andere Victor van Vriesland en Martinus Nijhoff.
Na een oproep in het Amerikaanse weekblad The Nation kwam Barnouw in contact met Harold de Wolf Fuller, redacteur van die krant. Fuller vroeg Barnouw correspondent voor de krant te worden en Barnouw stemde daar mee in. In 1918 zette Fuller de The Weekly Review op en vroeg Barnouw naar Amerika te komen om samen met hem het blad te redigeren. In 1919 werd hij vervolgens uitgenodigd het Queen Wilhelmina-lectoraat aan de Columbia University in New York te bekleden. Deze functie werd tot 1949 door Barnouw bezet. In de periode 1924 tot 1961 schreef hij de Monthly Letters, brieven voor de Netherland-America Foundation, een organisatie die meer begrip wilde kweken voor Nederland in Amerika en voor Amerika in Nederland. Hij schreef in de brieven over onderwerpen uit de Nederlandse historie en actualiteit. In 1967 werd een deel van deze brieven uitgegeven. Adriaan Barnouw was tevens bevriend met schilder Henri Boot.
Barnouw overleed in 1968 op 90-jarige leeftijd in New York.

### Eigen werken
- Vondel (1925)

### Vertalingen
- Beatrijs
- Elckerlijc
- Van den vos Reynaerde
- The Canterbury Tales (1930-1932)
- Troilus en Criseyde (1955)